# Estremo (album)
Estremo (noto anche come Jesto estremo) è il secondo album in studio del rapper italiano Jesto, pubblicato nel 2008 per la First Class Music.

## Descrizione
A differenza del precedente album Il mio primo e ultimo disco, questo album non presenta alcuna collaborazione al microfono. Le produzioni inoltre sono state affidate ad un team più vario di produttori.

## Tracce
1. Malato – 4:02
2. Jestomania – 4:07
3. Cose strane – 3:51
4. Vaffanculo – 4:02
5. Pappa – 3:18
6. Innamorato – 3:41
7. Solo – 3:04
8. Pieno di tic – 3:29
9. Primo singolo – 3:51
10. Muoio – 3:40
11. Come ti va – 3:49
12. La mia strada – 4:18
13. Come si fa – 3:29
14. Estremo – 3:53
15. Passione – 3:19